# 伊克馬山
15°28′39″S 72°12′24″W / 15.47750°S 72.20667°W

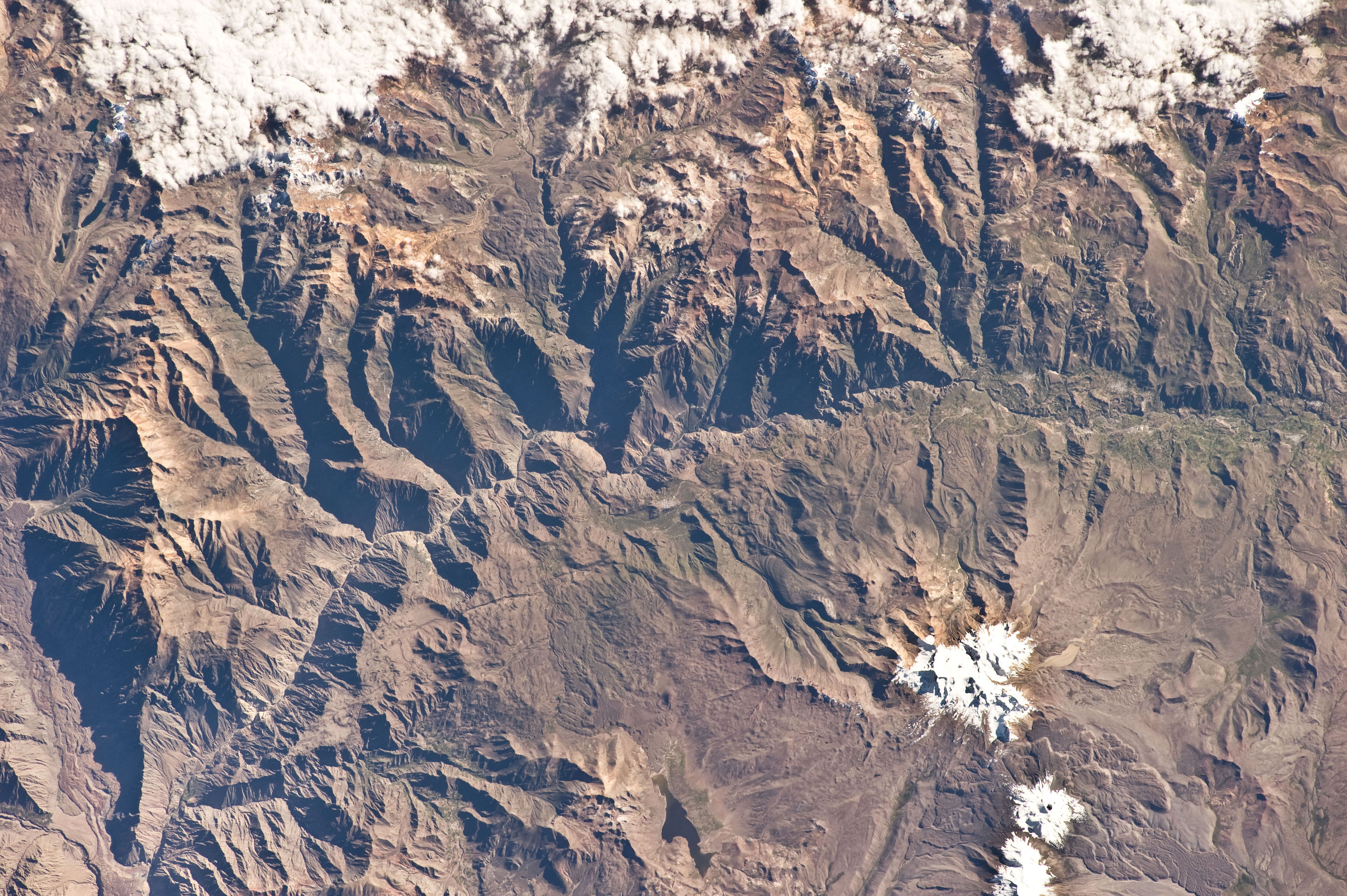

伊克馬山（Icma），是秘魯的山峰，位於該國南部阿雷基帕大區，由卡斯蒂利亞省的查查斯區負責管轄，屬於奇拉山脈的一部分，海拔高度4,800米。